# 第3飛行隊 (南アフリカ空軍)
第3飛行隊（だい3ひこうたい、3 Squadron SAAF）は、かつて存在した南アフリカ空軍の飛行隊である。1939年1月に設立され、1992年に廃止。